# Eidgenössische Volksinitiative «für die Volkswahl des Bundesrates und die Vermehrung der Mitgliederzahl»
| Stimmberechtigte                     | Stimmberechtigte |
| ------------------------------------ | ---------------- |
| Total Stimmberechtigte               | 747’262          |
| Stimmbeteiligung                     |                  |
| Eingelangte Stimmzettel              | 439’498          |
| Stimmbeteiligung                     | 58,81 %          |
| Ausser Betracht fallende Stimmzettel |                  |
| Leere Stimmzettel                    | 15’734           |
| Ungültige Stimmzettel                | 7’316            |
| In Betracht fallende Stimmzettel     |                  |
| Gültige Stimmzettel                  | 416’448          |
| Ja-Stimmen                           | 145’926 (35,0 %) |
| Nein-Stimmen                         | 270’522 (65,0 %) |
| Annehmende Stände                    | 7 2/2            |
| Verwerfende Stände                   | 12 4/2           |

Die eidgenössische Volksinitiative «für die Volkswahl des Bundesrates und die Vermehrung der Mitgliederzahl» war eine Volksinitiative, über die am 4. November 1900 abgestimmt wurde. Sie wurde von der Sozialdemokratischen Partei und von den Katholisch-Konservativen lanciert. Die Initiative wurde mit insgesamt 64’685 gültigen Unterschriften von Schweizer Stimmbürgern am 9. Juni 1899 eingereicht. Sie forderte die Erhöhung der Mitgliederzahl des Bundesrates von sieben auf neun sowie die Proporzwahl des Bundesrates durch das Volk.
Der Bundesrat empfahl den Stimmbürgern die Ablehnung der Initiative. Für die Initiative stimmten 145’926 Bürger, während sie von 270’522 Bürgern verworfen wurde. Angenommen haben 7 2/2 Stände, abgelehnt hatten 12 4/2 Stände, wodurch weder das Volks- noch das Ständemehr erreicht wurde und die Initiative damit verworfen wurde.
Die Wahl des Bundesrates durch das Volk wurde ebenfalls in Volkswahlen 1942 mit 67,6 % und 2013 mit 76,3 % Nein-Stimmen abgelehnt.

## Initiativtext
Die Bundesverfassung wird wie folgt geändert:
Die Art. 95, 96, 100 und 103 der Bundesverfassung sind aufgehoben. An ihre Stelle treten folgende Artikel:
Art. 95
Die oberste vollziehende und leitende Behörde der Eidgenossenschaft ist ein Bundesrat, welcher aus neun Mitgliedern besteht.
Art. 96
Die Mitglieder des Bundesrates werden von den stimmberechtigten Schweizerbürgern jeweils am Tage der Nationalratswahlen auf die Dauer von drei Jahren mit Amtsantritt auf den folgenden 1. Januar gewählt.
Die Wahl geschieht in einem die ganze Schweiz umfassenden Wahlkreis. Es sollen nur zwei Wahlgänge stattfinden, von welchen auch der zweite frei ist. Im ersten Wahlgang entscheidet das absolute, im zweiten das relative Mehr.
Wahlfähig ist jeder in den Nationalrat wählbare Schweizerbürger. Es darf jedoch nicht mehr als ein Mitglied aus dem nämlichen Kanton gewählt werden und müssen wenigstens zwei Mitglieder der romanischen Schweiz angehören.
Die während einer Amtsdauer ledig gewordenen Stellen sind, wenn nicht die Gesamterneuerung innerhalb sechs Monaten bevorsteht, für den Rest der Amtsdauer sofort wieder zu besetzen.
Art. 100
Um gültig verhandeln zu können, müssen mindestens fünf Mitglieder des Bundesrates anwesend sein.
Art. 103
Über die Organisation der Bundesverwaltung wird die Gesetzgebung das Nähere bestimmen.
Bis zum Erlass eines Gesetzes werden die Geschäfte des Bundesrates nach Departementen unter die einzelnen Mitglieder verteilt und geht der jeweilige Entscheid vom Bundesrat als Behörde aus.
In Art. 85 Ziff. 4, der Bundesverfassung fällt der Passus «Wahl des Bundesrates» weg.